# 앙투안 로랑 라부아지에와 부인의 초상
앙투안 로랑 라부아지에와 부인의 초상은 프랑스의 화학자인 앙투안 라부아지에와 그의 아내이자 동료인 마리안느 피에레트 폴즈를 그린 초상화이다. 마리안느 폴즈에게 그림을 가르치던 자크루이 다비드가 1788년 마리안느로부터 의뢰 받아 완성한 작품으로, 현재 뉴욕의 메트로폴리탄 미술관에 소장되어 있다.

## 역사
다비드는 1788년 12월 16일에 그림 값으로 7천 리브르를 받았다. 1836년에 이 그림은 마리안느의 종손녀에게 상속되었고, 존 데이비슨 록펠러가 그림을 구매한 1924년 이전까지 샤젤 백작부인과 그 후손들의 소장품으로 남아있었다. 1927년에 이 그림은 록펠러 의학연구 기관에 기증되었고, 1977년에 메트로폴리탄 미술관에 소장되었다.

## 묘사
이 그림은 나무로 마감된 바닥과 세 개의 벽 기둥이 있는 가짜 대리석 벽이 보이는 라부아지에의 연구실을 배경으로 하고 있다. 그림의 중앙에 위치한 라부아지에 부부는 정면을 마주보고 있으며 두 사람의 머리는 사 분의 삼 정도 기울어져 있다. 마리-안느의 복장은 흰색 가발, 레이스 깃이 달린 흰 드레스, 푸른색 천 벨트 등으로 18세기 말에 유행했던 것들이다. 그녀는 오른손을 테이블에 올린 채로 남편의 어깨에 기대어 있다.
앙투안 라부아지에는 검은색 조끼와 퀼로트, 스타킹, 버클 달린 신발을 착용하고 있으며, 흰색 셔츠와 목에 두르는 스카프를 입고 파우더를 뿌린 가발을 쓰고 있다. 그의 얼굴은 아내를 향하고 있고, 왼팔을 테이블에 기대고 있다. 그의 오른 손은 깃털 펜을 들고 있다. 테이블에는 진홍색 천이 덮여 있으며, 종이들과 장식함, 두 개의 깃털 펜이 꽂힌 잉크 병, 기압계, 가스저장소, 물병, 유리 덮개 등이 놓여 있다. 바닥이 둥근 커다란 플라스크와 마개가 테이블 옆 바닥에 위치해 있다. 그림의 가장 왼쪽에는 커다란 서류 상자와 검은 천이 놓인 의자가 있다.